# Sandor (James Bond)
Sandor é um personagem do filme 007 O Espião Que Me Amava (The Spy Who Loved Me), décimo filme da franquia cinematográfica do espião britânico James Bond, criado por Ian Fleming. Foi interpretado na tela pelo ator britânico nascido na Índia Milton Reid.

## No filme
Careca, baixo e de físico atarracado, ele é um capanga do vilão Karl Stromberg, e ao lado de Jaws é um assassino às ordens do patrão. Ele recebe a incumbência de eliminar todos aqueles que tenham contato com o microfilme contendo um novo sistema de rastreamento de submarinos que foi roubado de Stromberg. Recebendo ordens para matar Bond após a visita deste a seu laboratório subaquático Atlantis, ele espera a oportunidade certa.
Escondido na casa de Aziz Fekkesh, um intermediário egípcio que negocia vender o microfilme aos soviéticos, ele vê Bond chegar ao local; Felicca, também uma cúmplice de Stromberg que se encontra lá para entreter amorosamente 007, se apresenta insinuantemente e se abraça aos beijos com Bond na sala. Vendo a oportunidade, Sandor, escondido atrás de um balcão no piso superior, mira a arma nas costas do espião. Num último instante porém, ao vislumbrar o assassino, Felicca muda de ideia e grita girando Bond, sendo atingida nas costas pela bala destinada a 007. Sandor foge pelos telhados com Bond em seu encalço. Na luta que se segue, ele perde o equilíbrio e fica na borda do telhado seguro em Bond apenas pela gravata  do espião. Recebendo do capanga a informação que precisa, Bond bate na sua mão fazendo-o largar a gravata e Sandor despenca para a morte no pátio de paralelepípedos abaixo.

## Trivia
- O intérprete do personagem Milton Reid tambem atuou como um dos guardas de Dr. No.
- A morte do Patrice em 007 Operação Skyfall, é semelhante do Sandor. Mas a diferença é que ele não fala, sua mão escorrega e James Bond fica frustrado.